# Indy Racing League 1996/1997
Indy Racing League 1996/1997 – był drugim sezonem wyścigów amerykańskiej formuły IRL. W sezonie tym rozegrano 10 wyścigów. Zwyciężył amerykański kierowca – Tony Stewart.

## Kalendarz wyścigów
| Runda | Tor                                  | Data            | Dystans             | Pole position | Najszybsze okr.  | Zwycięzca      | Najdłużej na prowadzeniu |
| ----- | ------------------------------------ | --------------- | ------------------- | ------------- | ---------------- | -------------- | ------------------------ |
| 1     | New Hampshire International Speedway | 18 sierpnia     | 200 okr. 211.6 mili | Richie Hearn  | Tony Stewart     | Scott Sharp    | Tony Stewart             |
| 2     | Las Vegas Motor Speedway             | 15 września     | 208 okr. 312 mil    | Arie Luyendyk | Richie Hearn     | Richie Hearn   | Richie Hearn             |
| 3     | Walt Disney World Speedway           | 25 stycznia     | 149 okr. 149 mil*   | Tony Stewart  | Tony Stewart     | Eddie Cheever  | Tony Stewart             |
| 4     | Phoenix International Raceway        | 23 marca        | 200 okr. 200 mil    | Tony Stewart  | Tony Stewart     | Jim Guthrie    | Tony Stewart             |
| 5     | Indianapolis Motor Speedway          | 26 – 27 maja    | 200 okr. 500 mil    | Arie Luyendyk | Tony Stewart     | Arie Luyendyk  | Tony Stewart             |
| 6     | Texas Motor Speedway                 | 7 czerwca       | 208 okr. 312 mil    | Tony Stewart  | Tony Stewart     | Arie Luyendyk  | Tony Stewart             |
| 7     | Pikes Peak International Raceway     | 29 czerwca      | 200 okr. 200 mil    | Scott Sharp   | Jimmy Kite       | Tony Stewart   | Tony Stewart             |
| 8     | Charlotte Motor Speedway             | 27 lipca        | 208 okr. 312 mil    | Tony Stewart  | Billy Boat       | Buddy Lazier   | Tony Stewart             |
| 9     | New Hampshire International Speedway | 17 sierpnia     | 200 okr. 211.6 mili | Marco Greco   | Vincenzo Sospiri | Robbie Buhl    | Eddie Cheever            |
| 10    | Las Vegas Motor Speedway             | 11 października | 208 okr. 312 mil    | Billy Boat    | Billy Boat       | Eliseo Salazar | Eliseo Salazar           |

* – wyścig zredukowany z 200 okrążeń z powodu deszczu.

## Klasyfikacja
| Miejsce                | Kierowca              | Zespół                           | Podwozie          | Silnik            | Suma punktów | NH1 | LV1 | WDW | PHO | IND | TEX | PIP | CHA | NH2 | LV2 |
| ---------------------- | --------------------- | -------------------------------- | ----------------- | ----------------- | ------------ | --- | --- | --- | --- | --- | --- | --- | --- | --- | --- |
| 1                      | Tony Stewart          | Team Menard                      | Lola              | Menard            | 278          | 24  | 14  |     |     |     |     |     |     |     |     |
| 1                      | Tony Stewart          | Team Menard                      | G-Force           | Oldsmobile Aurora | 278          |     |     | 28  | 36  | 31  | 33  | 36  | 31  | 21  | 24  |
| 2                      | Davey Hamilton        | A.J. Foyt Enterprises            | Lola              | Ford Cosworth     | 272          | 30  | 24  |     |     |     |     |     |     |     |     |
| 2                      | Davey Hamilton        | A.J. Foyt Enterprises            | Dallara           | Oldsmobile Aurora | 272          |     |     | 28  |     |     |     |     |     |     |     |
| 2                      | Davey Hamilton        | A.J. Foyt Enterprises            | G-Force           | Oldsmobile Aurora | 272          |     |     |     | 32  | 29  | 32  | 32  | 19  | 18  | 28  |
| 3                      | Marco Greco           | Team Scandia/Arizona Motorsports | Lola              | Ford Cosworth     | 230          | 28  | 26  |     |     |     |     |     |     |     |     |
| 3                      | Marco Greco           | Team Scandia                     | Dallara           | Oldsmobile Aurora | 230          |     |     | 27  | 31  | 19  | 9   |     |     |     |     |
| 3                      | Marco Greco           | Galles Racing                    | G-Force           | Oldsmobile Aurora | 230          |     |     |     |     |     |     | 22  | 26  | 17  | 25  |
|                        | Eddie Cheever         | Team Cheever                     | Lola              | Menard            | 230          | 20  | 10  |     |     |     |     |     |     |     |     |
| Team Cheever           | Eddie Cheever         | G-Force                          | Oldsmobile Aurora |                   | 230          |     | 35  | 23  | 12  | 29  | 31  | 29  | 27  | 14  |     |
| 5                      | Scott Goodyear        | Treadway Racing                  | G-Force           | Oldsmobile Aurora | 226          | –   | –   | 32  | 18  | 33  | 31  | 28  | 32  | 19  | 33  |
| 6                      | Arie Luyendyk         | Treadway Racing                  | Reynard           | Ford Cosworth     | 223          | 22  | 17  |     |     |     |     |     |     |     |     |
| 6                      | Arie Luyendyk         | Treadway Racing                  | G-Force           | Oldsmobile Aurora | 223          |     |     | 23  | 13  | 37  | 35  | 20  | 14  | 32  | 10  |
| 7                      | Roberto Guerrero      | Pagan Racing                     | Reynard           | Ford Cosworth     | 221          | 29  | 31  |     |     |     |     |     |     |     |     |
| 7                      | Roberto Guerrero      | Pagan Racing                     | Dallara           | Nissan Infiniti   | 221          |     |     | 18  | 28  | 8   | 22  |     |     |     |     |
| 7                      | Roberto Guerrero      | Pagan Racing                     | Dallara           | Oldsmobile Aurora | 221          |     |     |     |     |     |     | 17  | 18  | 29  | 21  |
| 8                      | Buddy Lazier          | Hemelgarn Racing                 | Reynard           | Ford Cosworth     | 209          | 16  | 11  |     |     |     |     |     |     |     |     |
| 8                      | Buddy Lazier          | Hemelgarn Racing                 | Dallara           | Nissan Infiniti   | 209          |     |     | 30  | 14  |     |     |     |     |     |     |
| 8                      | Buddy Lazier          | Hemelgarn Racing                 | Dallara           | Oldsmobile Aurora | 209          |     |     |     |     | 31  | 18  | 27  | 35  | 23  | 4   |
| 9                      | Eliseo Salazar        | Team Scandia                     | Lola              | Ford Cosworth     | 208          | 26  | 28  | –   | –   |     |     |     |     |     |     |
| 9                      | Eliseo Salazar        | Team Scandia                     | Dallara           | Oldsmobile Aurora | 208          |     |     |     |     | 11  | 28  | 23  | 25  | 31  | 36  |
| 10                     | Buzz Calkins          | Bradley Motorsports              | Reynard           | Ford Cosworth     | 204          | 33  | 29  |     |     |     |     |     |     |     |     |
| 10                     | Buzz Calkins          | Bradley Motorsports              | G-Force           | Oldsmobile Aurora | 204          |     |     | 24  | 27  | 24  | 16  | 30  | –   | 14  | 7   |
| 11                     | Stéphane Grégoire     | Team Scandia                     | Lola              | Ford Cosworth     | 192          | 27  | 9   |     |     |     |     |     |     |     |     |
| 11                     | Stéphane Grégoire     | Chastain Motorsports             | G-Force           | Oldsmobile Aurora | 192          |     |     | 16  | 30  | 4   | –   | 33  | 27  | 20  | 26  |
| 12                     | Jim Guthrie           | Blueprint Racing                 | Lola              | Menard            | 186          | 12  |     |     |     |     |     |     |     |     |     |
| 12                     | Jim Guthrie           | Blueprint Racing                 | Lola              | Buick             | 186          |     | 22  |     |     |     |     |     |     |     |     |
| 12                     | Jim Guthrie           | Blueprint Racing                 | Dallara           | Oldsmobile Aurora | 186          |     |     | 29  | 35  | 9   | 14  | –   | 23  | 11  | 31  |
| 13                     | Robbie Buhl           | Beck Motorsports                 | Lola              | Ford Cosworth     | 170          | 13  | 27  | –   |     |     |     |     |     |     |     |
| 13                     | Robbie Buhl           | Team Menard                      | G-Force           | Oldsmobile Aurora | 170          |     |     |     | 17  | 27  | 19  | –   | –   | 35  | 32  |
| 14                     | Mike Groff            | Byrd-Cunningham Racing           | Reynard           | Ford Cosworth     | 169          | 31  | 32  |     |     |     |     |     |     |     |     |
| 14                     | Mike Groff            | Byrd-Cunningham Racing           | G-Force           | Nissan Infiniti   | 169          |     |     | 33  | 29  | 23  | –   | –   |     |     |     |
| 14                     | Mike Groff            | Byrd-Cunningham Racing           | G-Force           | Oldsmobile Aurora | 169          |     |     |     |     |     |     |     | 21  | –   | –   |
| 15                     | John Paul Jr.         | PDM Racing                       | Lola              | Menard            | 163          | 25  | 20  |     |     |     |     |     |     |     |     |
| 15                     | John Paul Jr.         | PDM Racing                       | Dallara           | Oldsmobile Aurora | 163          |     |     | 17  | 26  | –   | –   | –   | 24  | 28  |     |
| 15                     | John Paul Jr.         | PDM Racing                       | G-Force           | Oldsmobile Aurora | 163          |     |     |     |     |     |     |     |     |     | 23  |
| 16                     | Affonso Giaffone      | Team Scandia                     | Lola              | Ford Cosworth     | 159          | –   | 25  | –   |     |     |     |     |     |     |     |
| 16                     | Affonso Giaffone      | Chitwood Motorsports             | Dallara           | Oldsmobile Aurora | 159          |     |     |     | 22  | 3   | 15  | 26  | 31  | 17  | 20  |
| 17                     | Mark Dismore          | Team Menard                      | Lola              | Menard            | 158          | 15  | 18  | –   | –   |     |     |     |     |     |     |
| 17                     | Mark Dismore          | Kelley Racing                    | Dallara           | Oldsmobile Aurora | 158          |     |     |     |     | 7   | 24  | 24  | 16  | 24  | 30  |
| 18                     | Billy Boat            | A.J. Foyt Enterprises            | Dallara           | Oldsmobile Aurora | 151          | –   | –   | –   | –   | 28  |     |     |     |     | 14  |
| 18                     | Billy Boat            | A.J. Foyt Enterprises            | G-Force           | Oldsmobile Aurora | 151          |     |     |     |     |     | 33  |     | 33  | 27  |     |
| 18                     | Billy Boat            | PDM Racing                       | Dallara           | Oldsmobile Aurora | 151          |     |     |     |     |     |     | 16  |     |     |     |
| 19                     | Kenny Bräck           | Galles Racing                    | G-Force           | Oldsmobile Aurora | 139          | –   | –   | –   | 24  | 2   | 17  | 21  | 30  | 30  | 15  |
| 20                     | Robbie Groff          | McCormack Motorsports            | G-Force           | Oldsmobile Aurora | 135          | –   | –   | –   | –   | 26  | 20  | 25  | 22  | 25  | 17  |
| 21                     | Vincenzo Sospiri      | Team Scandia                     | Dallara           | Oldsmobile Aurora | 134          | –   | –   | –   | –   | 18  | 26  | 29  | 15  | 33  | 13  |
| 22                     | Scott Sharp           | A.J. Foyt Enterprises            | Lola              | Ford Cosworth     | 119          | 35  | 19  |     |     |     |     |     |     |     |     |
| 22                     | Scott Sharp           | A.J. Foyt Enterprises            | Dallara           | Oldsmobile Aurora | 119          |     |     | 31  |     |     |     | 15  | –   | –   | –   |
| 22                     | Scott Sharp           | A.J. Foyt Enterprises            | G-Force           | Oldsmobile Aurora | 119          |     |     |     | 19  | –   | –   |     |     |     |     |
| 23                     | Jack Miller           | Arizona Motorsports/Crest Racing | Dallara           | Oldsmobile Aurora | 114          | –   | –   | 20  | 15  |     |     |     |     |     |     |
| 23                     | Jack Miller           | Arizona Motorsports/Crest Racing | Dallara           | Nissan Infiniti   | 114          |     |     |     |     | 15  | 11  | 19  | 12  | 16  | 6   |
| 24                     | Johnny Unser          | Project Indy                     | Reynard           | Ford Cosworth     | 107          | –   | 13  | –   | –   |     |     |     |     |     |     |
| 24                     | Johnny Unser          | Hemelgarn Racing                 | Dallara           | Nissan Infiniti   | 107          |     |     |     |     | 17  |     |     |     |     | 16  |
| 24                     | Johnny Unser          | Byrd-Cunningham Racing           | G-Force           | Nissan Infiniti   | 107          |     |     |     |     |     | 25  | 14  | –   |     |     |
| 24                     | Johnny Unser          | Byrd-Cunningham Racing           | G-Force           | Oldsmobile Aurora | 107          |     |     |     |     |     |     |     |     | 22  |     |
| 25                     | Tyce Carlson          | PDM Racing                       | Lola              | Menard            | 84           | 24  | 12  | –   | –   |     |     |     |     |     |     |
| 25                     | Tyce Carlson          | PDM Racing                       | Dallara           | Oldsmobile Aurora | 84           |     |     |     |     | 16  | 21  | –   | –   | –   |     |
| 25                     | Tyce Carlson          | IZ Racing/Zali Racing            | Dallara           | Nissan Infiniti   | 84           |     |     |     |     |     |     |     |     |     | 11  |
| 26                     | Fermín Vélez          | Team Scandia                     | Dallara           | Oldsmobile Aurora | 82           | –   | –   | 26  | 21  | 25  | 10  | –   | –   | –   | –   |
| 27                     | Jimmy Kite            | Team Scandia                     | Dallara           | Oldsmobile Aurora | 76           | –   | –   | –   | –   | –   | –   | 15  | 20  | 12  | 29  |
|                        | Sam Schmidt           | Blueprint Racing                 | Dallara           | Oldsmobile Aurora | 76           | –   | –   | –   | 25  | 1   | 12  | –   |     |     |     |
| LP Racing              | Sam Schmidt           | Dallara                          | Oldsmobile Aurora |                   | 76           |     |     |     |     |     |     | 17  | 13  | 8   |     |
| 29                     | Greg Ray              | Knapp Motorsports                | Dallara           | Oldsmobile Aurora | 73           | –   | –   | –   | –   | 10  | 27  | 18  | 13  | –   | 5   |
| 30                     | Jeff Ward             | Galles Racing                    | G-Force           | Oldsmobile Aurora | 69           | –   | –   | 19  | –   |     |     |     |     |     |     |
| 30                     | Jeff Ward             | Team Cheever                     | G-Force           | Oldsmobile Aurora | 69           |     |     |     |     | 32  | –   | –   | –   | –   |     |
| 30                     | Jeff Ward             | Sinden Racing/ISM Racing         | Dallara           | Oldsmobile Aurora | 69           |     |     |     |     |     |     |     |     |     | 18  |
| 31                     | Stan Wattles          | McCormack Motorsports            | Lola              | Ford Cosworth     | 63           | 19  | 17  | –   | –   | –   | –   | –   | –   | –   |     |
| 31                     | Stan Wattles          | Metro Racing                     | Riley & Scott     | Oldsmobile Aurora | 63           |     |     |     |     |     |     |     |     |     | 27  |
| 32                     | Michele Alboreto      | Team Scandia                     | Reynard           | Ford Cosworth     | 62           | 32  | 30  | –   | –   | –   | –   | –   | –   | –   | –   |
| 33                     | Richie Hearn          | Della Penna Motorsports          | Reynard           | Ford Cosworth     | 59           | 23  | 36  | –   | –   | –   | –   | –   | –   | –   | –   |
| 34                     | Billy Roe             | Eurointernational                | Dallara           | Oldsmobile Aurora | 55           | –   | –   | –   | 20  | 13  | –   | –   | –   | –   |     |
| 34                     | Billy Roe             | Roe Racing                       | Dallara           | Oldsmobile Aurora | 55           |     |     |     |     |     |     |     |     |     | 22  |
| 35                     | Jeret Schroeder       | McCormack Motorsports            | G-Force           | Oldsmobile Aurora | 37           | –   | –   | 21  | 16  | –   | –   | –   | –   | –   | –   |
| 36                     | Michel Jourdain Jr.   | Team Scandia                     | Lola              | Ford Cosworth     | 33           | –   | 33  | –   | –   | –   | –   | –   | –   | –   | –   |
| 37                     | Robby Gordon          | Walker Racing                    | Reynard           | Ford Cosworth     | 27           | –   | 21  | –   | –   |     |     |     |     |     |     |
| 37                     | Robby Gordon          | Team Sabco                       | G-Force           | Oldsmobile Aurora | 27           |     |     |     |     | 6   | –   | –   | –   | –   | –   |
| 38                     | Brad Murphey          | Hemelgarn Racing                 | Reynard           | Ford Cosworth     | 25           | 17  | 8   | –   | –   | –   | –   | –   | –   | –   | –   |
| 39                     | Alessandro Zampedri   | Team Scandia                     | Dallara           | Oldsmobile Aurora | 24           | –   | –   | –   | –   | 1   | 23  | –   | –   | –   | –   |
| 40                     | Johnny O’Connell      | Treadway Racing                  | Reynard           | Ford Cosworth     | 23           | –   | 23  | –   | –   | –   | –   | –   | –   | –   | –   |
|                        | Paul Durant           | A.J. Foyt Enterprises            | G-Force           | Oldsmobile Aurora | 23           | –   | –   | –   | –   | 14  | –   | –   | –   | –   |     |
| Byrd-Cunningham Racing | Paul Durant           | G-Force                          | Oldsmobile Aurora |                   | 23           |     |     |     |     |     |     |     |     | 9   |     |
| 42                     | Danny Ongais          | Chitwood Motorsports             | Dallara           | Oldsmobile Aurora | 22           | –   | –   | 22  | –   | –   | –   | –   | –   | –   | –   |
|                        | Lyn St. James         | LSJ Racing/Hemelgarn Racing      | Dallara           | Nissan Infiniti   | 22           | –   | –   | –   | –   | 22  | –   | –   | –   | –   | –   |
| 44                     | Steve Kinser          | Sinden Racing                    | Dallara           | Oldsmobile Aurora | 21           | –   | –   | –   | –   | 21  | –   | –   | –   | –   | –   |
| 45                     | Dennis Vitolo         | Beck Motorsports                 | Dallara           | Nissan Infiniti   | 20           | –   | –   | –   | –   | 20  | –   | –   | –   | –   | –   |
| 46                     | Mike Shank            | Nienhouse Motorsports            | Riley & Scott     | Oldsmobile Aurora | 19           | –   | –   | –   | –   | –   | –   | –   | –   | –   | 19  |
| 47                     | Dave Kudrave          | Tempero-Giuffre Racing           | Lola              | Buick             | 18           | 18  | –   | –   | –   | –   | –   | –   | –   | –   | –   |
| 48                     | Juan Carlos Carbonell | Tempero-Giuffre Racing           | Lola              | Buick             | 16           | –   | 16  | –   | –   | –   | –   | –   | –   | –   | –   |
| 49                     | Joe Gosek             | ABF Motorsports                  | Lola              | Buick             | 14           | 14  | –   | –   | –   | –   | –   | –   | –   | –   | –   |
| 50                     | Allen May             | Sinden Racing                    | Dallara           | Oldsmobile Aurora | 13           | –   | –   | –   | –   | –   | 13  | –   | –   | –   | –   |
| 51                     | Johnny Parsons        | Blueprint Racing                 | Lola              | Buick             | 7            | –   | 7   | –   | –   | –   | –   | –   | –   | –   | –   |
| 52                     | Claude Bourbonnais    | Blueprint Racing                 | Dallara           | Oldsmobile Aurora | 5            | –   | –   | –   | –   | 5   | –   | –   | –   | –   | –   |